# 诺贝尔文学奖
諾貝爾文學獎（瑞典語：Nobelpriset i litteratur）是瑞典學院頒發的諾貝爾獎之一，根據諾貝爾的遺囑，每年表彰「在文學領域創作出具理想傾向之最佳作品者」。
首屆諾貝爾文學獎於1901年頒發，每一位获奖者都会得到一块奖牌，一份获奖证书，以及一笔不菲的奖金，奖金的数额每年会有变化。例如，1901年，蘇利·普呂多姆得到的奖金为150,782瑞典克朗，相当于2007年12月的7,731,004瑞典克朗。该奖每年于12月10日，即阿尔弗雷德·诺贝尔逝世周年纪念日，以隆重的仪式在斯德哥尔摩颁发。

## 評選程序
享有諾貝爾文學獎獲獎候選人推薦權的人員為：
1. 瑞典學院和其他在體制與目的方面與它相似的學院、研究所和學會的成員；
2. 大學和大學學院的文學和語言學教授；
3. 以前得過諾貝爾文學獎金的人；
4. 在本國文學創作界有代表性的那些作家協會的主席。

推薦者不得推薦自己為候選人。
依照諾貝爾獎基金會官網揭示，諾貝爾獎的評選程序如下：
1. 前一年9月會發出提名邀請函給上述具推薦權的人員，邀請推薦。
2. 推薦文件需在當年1月31日寄回諾貝爾文學獎委員會。
3. 委員會會篩選提名人選，並交由瑞典學院批准。
4. 4月間，委員會初步篩選出15-20位候選人。
5. 5月間，委員會會將範圍縮小為5位候選人。
6. 6-8月間，負責決定的18名瑞典學院成員將進行閱讀候選人作品。
7. 9月，瑞典學院成員將進行討論。
8. 10月，投票並公布獲獎者，獲獎者須獲得超過一半以上的成員投票認可。
9. 12月，諾貝爾文學獎頒獎典禮於12月10日舉行，獲獎者可獲得獎章以及相關獎金。

## 获奖者

### 共同獲獎
諾貝爾文學獎不可以由三人共同獲得，但是能够同时頒給两人。然而瑞典學院極少這麼做，因為這樣很容易被外界解釋為瑞典學院的分歧與妥協。並且對獲獎者來說，僅獲得一半榮譽的風險。極罕見的例子發生在1966年頒發給萨缪尔·约瑟夫·阿格农和内莉·萨克斯兩位作家，以及1974年頒發給埃温德·雍松和哈里·马丁松兩位作家。

## 2018年停办风波
瑞典学院的十八名终身院士負責文学奖評審。2017年底起陸續有18名女性通过瑞典报纸《每日新闻》指控院士、瑞典女诗人佛洛斯登松的丈夫，他在1996年至2017年，性騷擾和強姦了学院多名女性成员及成员的妻女。消息一出國際震驚，瑞典文学院可能猶豫於事件影響巨大一開始並未積極處理，3名院士随后愤而请辞。佛洛斯登松本人也辭職，事件發酵至隔年四月，该院负责人、常任秘书萨拉·丹尼尔斯也辭職，陸續有人辭職後18名院士只剩11人，同時各種不信任感在院內蔓延。
事後並發現佛洛斯登松的丈夫還向外透漏文學獎的評選風向、評鑑內幕以牟利於一些私人賭盤，爆發貪腐醜聞，外界輿論相信佛洛斯登松本人未涉入，但夫妻間財務不分，諾貝爾獎公正性已經受到玷汙，諾貝爾基金會在該院長也請辭時發表聲明，瑞典文学院嚴重失信敗壞诺贝尔奖聲譽，要求採取措施重建信任。最终，学院在5月3日决定停辦2018年诺贝尔文学奖。2018年诺贝尔文学奖將會與2019年诺贝尔文学奖一同頒發。

## 虛假的“入圍名單”
近年來，每當該獎項頒獎前，總會流傳出許多所謂的“入圍名單”，但諾貝爾獎官網明確表示，所有提名名單具有50年保密期限，一切入圍名單都是偽造的。

## 外部連結
- 諾貝爾文學獎官方網站（页面存档备份，存于）
- 諾貝爾獎官方網站-諾貝爾文學獎獲得者（All Nobel Laureates in Literature）（页面存档备份，存于）
- 瑞典學院（页面存档备份，存于）